# KV9
KV9 (англ. Kings' Valley № 9) також відома як «Гробниця Мемнона» (фр. La Tombe de la Metempsychose) — гробниця фараонів з XX династії: Рамсеса V і Рамсеса VI.
KV9 відома як перша гробниця Долини царів, в якій зібрані всі заупокійні книги, створені в епоху  Нового царства: Книга печер, Книга землі, Книга Небесної Корови, Амдуат, Книга воріт і Літанія Ра .
Про неї відомо з давніх часів, судячи з того, що ще в римський час античні туристи залишали тут свої графіті.
З 1888 в гробниці провели розчистку від завалів. Внутрішні оздоблення цієї гробниці менш розкішні (явно помітний занепад Єгипту того часу), ніж декор гробниць попередніх фараонів, проте в деталях ідентична з іншими похованнями цієї династії. Стеля головного залу гробниці прикрашена астрономічними малюнками .
Біля підніжжя KV9 знаходиться знаменита гробниця Тутанхамона (KV62).

## Галерея

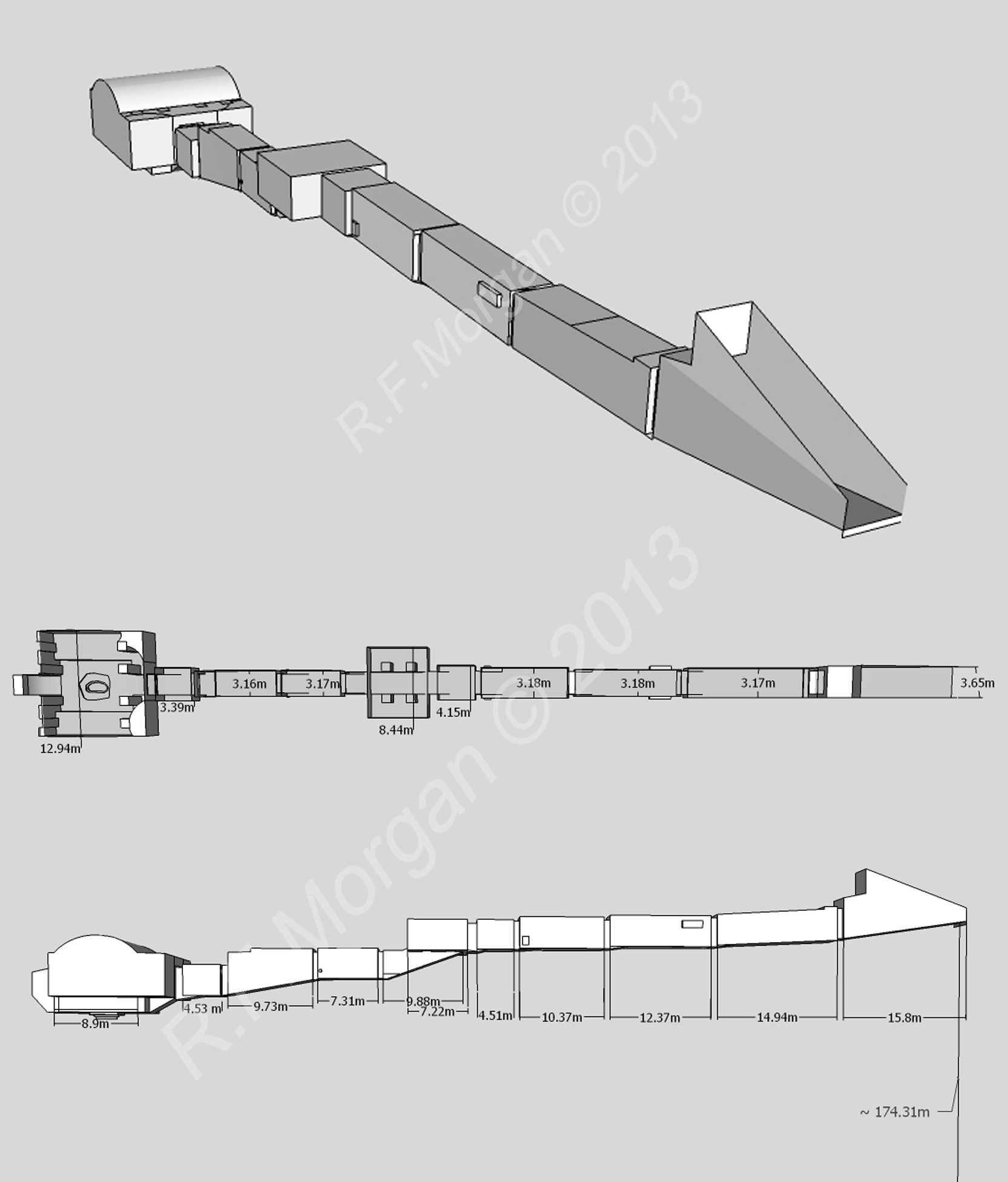
3D-план гробниці
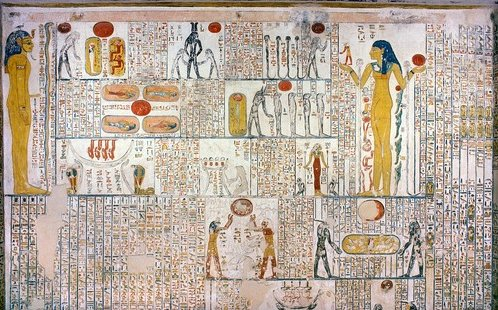
П'ятий розділ  Книги печер
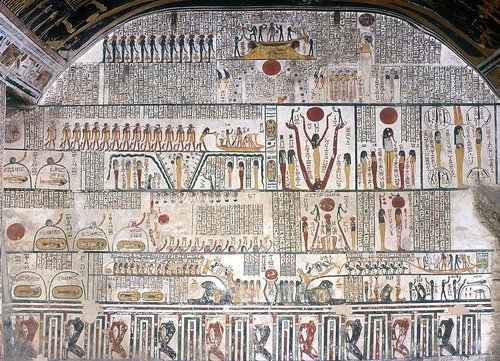
Сцена з першої частини  Книги землі
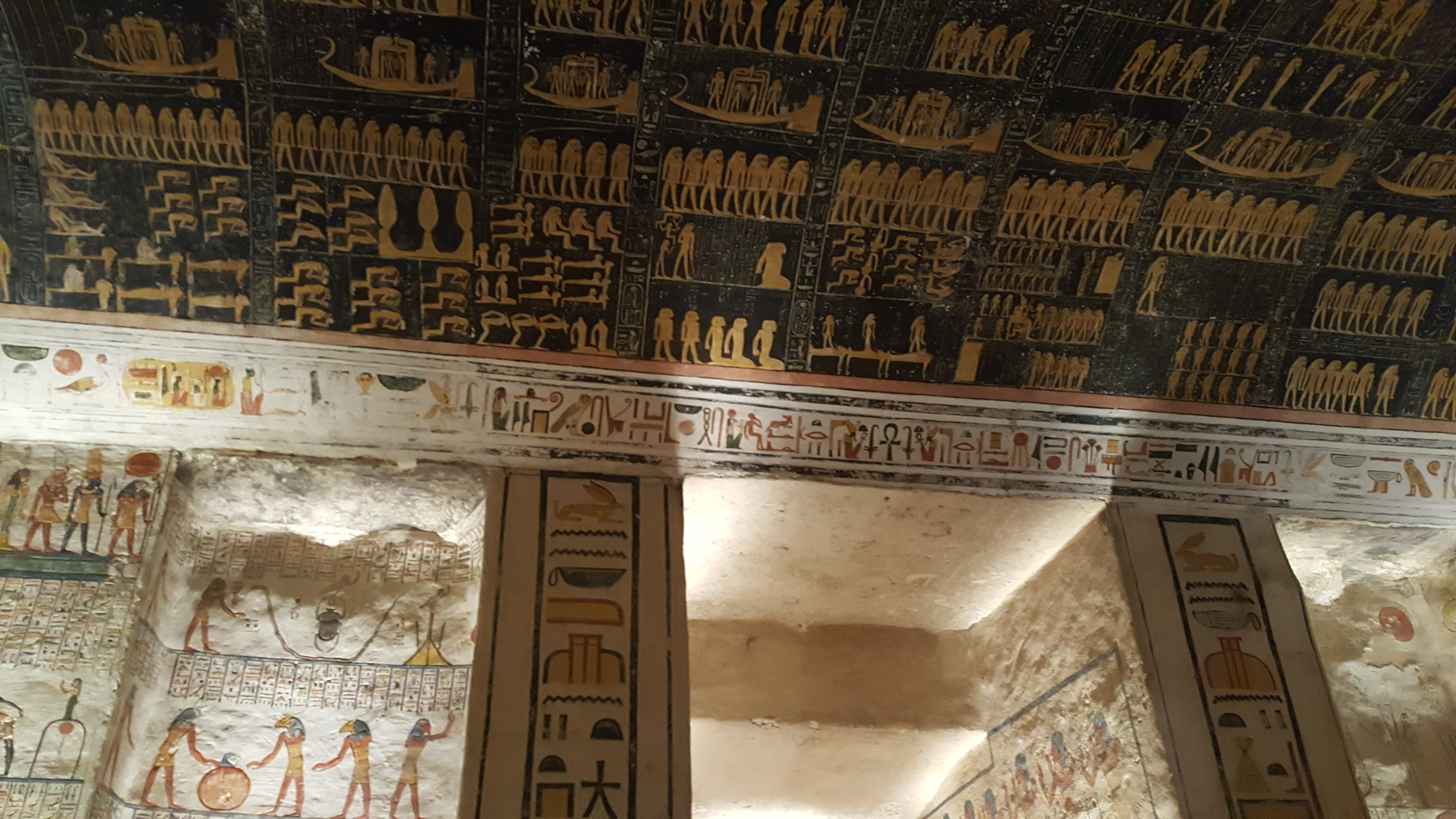
Астрономічний розпис стелі в залі
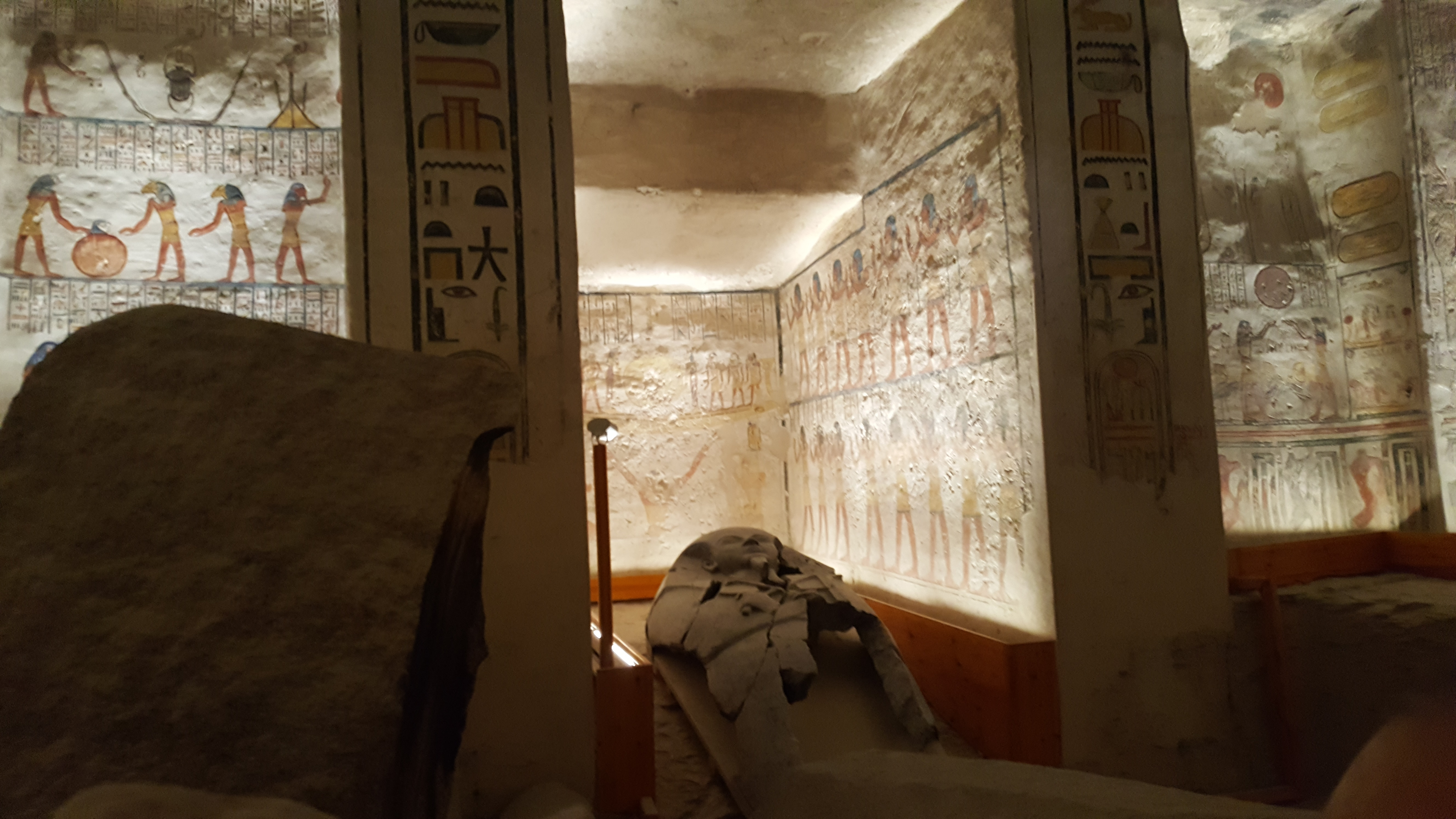